# Susan Cooper
Œuvres principales
- L'Enfant contre la nuit

Susan Mary Cooper, née le 23 mai 1935 à Burnham, dans le Buckinghamshire, est un écrivain britannique, connue en particulier pour sa série de fantasy The Dark Is Rising. Elle a étudié au Somerville College (Oxford).

## Œuvres

### SérieThe Dark Is Rising
1. (en) Over Sea, Under Stone, 1965
2. L'Enfant contre la nuit, Robert Laffont, 1978 ((en) The Dark is Rising, 1973)
3. (en) Greenwitch, 1974
4. (en) The Grey King, 1975
5. (en) Silver on the Tree, 1977

### Autres romans
- (en) Mandrake, 1964
- (en) Dawn of Fear, 1970
- (en) Seaward, 1983
- (en) The Boggart, 1993
- (en) The Boggart and the Monster, 1997
- (en) King of Shadows, 1998
- (en) Green Boy, 2002
- (en) Victory, 2006

### Livres illustrés pour enfants
- (en) Jethro and the Jumbie, 1979
- (en) The Silver Cow, 1983
- (en) The Selkie Girl, 1986
- (en) Matthew's Dragon, 1991
- (en) Tam Lin, 1991
- (en) Danny and the Kings, 1993
- (en) Frog, 2002
- (en) The Magician's Boy, 2005

## Prix et distinctions
- Médaille Newbery pour L'Enfant contre la nuit (The Grey King) (1974)
- Médaille Newbery pour The Grey King (1976)
- Tir na n-Og Award pour The Grey King (1976)
- Tir na n-Og Award pour Silver on the Tree (1978)
- Janusz Korczak Literary Prize pour Seaward (1989)
- Finaliste de la médaille Carnegie 2014[1] pour Ghost Hawk
- Prix Damon-Knight Memorial Grand Master 2023